# Clinocera fluviatilis
Clinocera fluviatilis är en tvåvingeart som beskrevs av Enrico Adelelmo Brunetti 1913. Clinocera fluviatilis ingår i släktet Clinocera och familjen dansflugor. Inga underarter finns listade i Catalogue of Life.